# 1323 w polityce

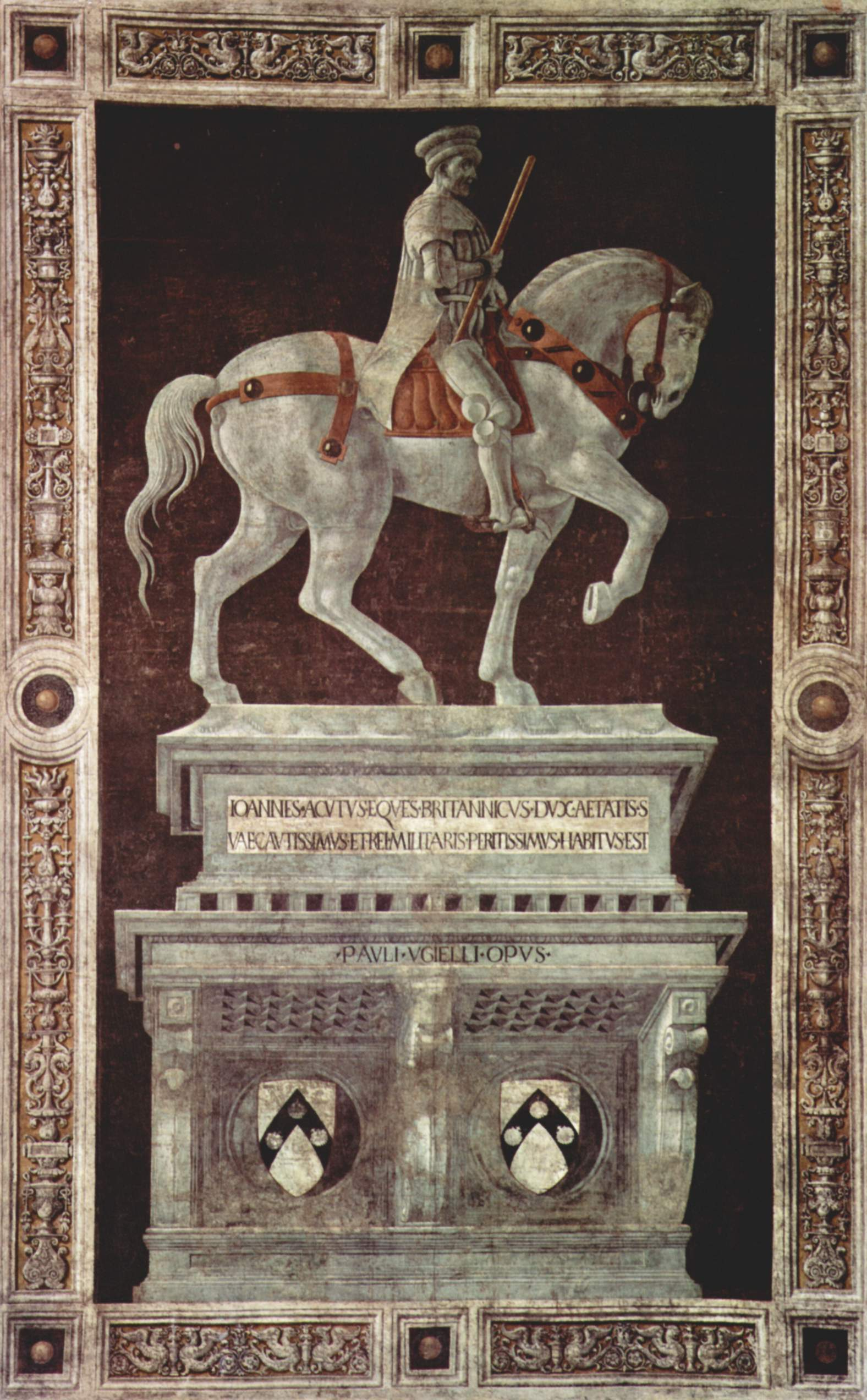
Paolo Uccello, Portret Johna Hawkwooda

Wydarzenia polityczne w 1323 roku.

## Wydarzenia
- Polsko-węgierska wyprawa na Ruś halicko-włodzimierską, osadzenie na tronie Bolesława Jerzego II[1][2].

## Urodzili się
- John Hawkwood, angielski kondotier w służbie papieskiej[3].

## Zmarli
- Fryderyk I Dzielny, margrabia Miśni[4].